# Paurito
Paurito ist eine Ortschaft im Departamento Santa Cruz im Tiefland des südamerikanischen Anden-Staates Bolivien.

## Lage im Nahraum
Paurito ist der zentrale Ort des Kanton Paurito im Municipio Santa Cruz in der Provinz Andrés Ibáñez. Die Ortschaft liegt auf einer Höhe von 356 m vierzehn Kilometer westlich des Río Grande, einem der längsten Flüsse im bolivianischen Tiefland.

## Geographie
Paurito liegt im bolivianischen Tiefland östlich der Anden-Gebirgskette der Cordillera Central.
Die mittlere Durchschnittstemperatur der Region liegt bei 24 °C, der Jahresniederschlag beträgt etwa 1000 mm (siehe Klimadiagramm Santa Cruz). Die Region weist ein tropisches Klima mit ausgeglichenem Temperaturverlauf auf, die Monatsdurchschnittstemperaturen schwanken nur unwesentlich zwischen 20 °C im Juli und 26 °C im Dezember. Die Monatsniederschläge liegen zwischen unter 50 mm in den Monaten Juli und August und über 150 mm im Januar.

## Verkehrsnetz
Paurito liegt in einer Entfernung von 27 Kilometer Luftlinie südwestlich von Santa Cruz, der Hauptstadt des Departamentos.
Von Santa Cruz aus führt die Nationalstraße Ruta 4/Ruta 9 in östlicher Richtung 18 Kilometer bis Cotoca und von dort aus weiter über den Río Grande zur Stadt Pailón. Dort teilen sich die beiden Nationalstraßen, die Ruta 4 führt über 587 Kilometer bis nach Puerto Suárez an der brasilianischen Grenze, und die Ruta 9 führt 1175 Kilometer nach Norden bis Guayaramerín.
In Cotoca zweigt eine Landstraße in südlicher Richtung von der Nationalstraße 4/9 ab und erreicht nach sechzehn Kilometern Paurito.

## Bevölkerung
Die Einwohnerzahl des Ortes ist in den vergangenen beiden Jahrzehnten um die Hälfte angestiegen:
| Jahr | Einwohner | Quelle       |
| ---- | --------- | ------------ |
| 1992 | 1027      | Volkszählung |
| 2001 | 1548      | Volkszählung |
| 2012 | 1556      | Volkszählung |
| 2024 |           | Volkszählung |

Die Region weist einen gewissen Anteil an Quechua-Bevölkerung auf, im Municipio Santa Cruz sprechen 12,0 Prozent der Bevölkerung Quechua.